# ساخورن
ساخورن (به لاتین: Sackhorn) یک کوه در سوئیس است که در کانتون وله واقع شده‌است. ساخورن ۳٬۲۰۴ متر بالاتر از سطح دریا واقع شده‌است.